# Manduca corallina
Manduca corallina is een vlinder uit de familie van de pijlstaarten (Sphingidae). De wetenschappelijke naam van de soort werd in 1883 gepubliceerd door Herbert Druce.

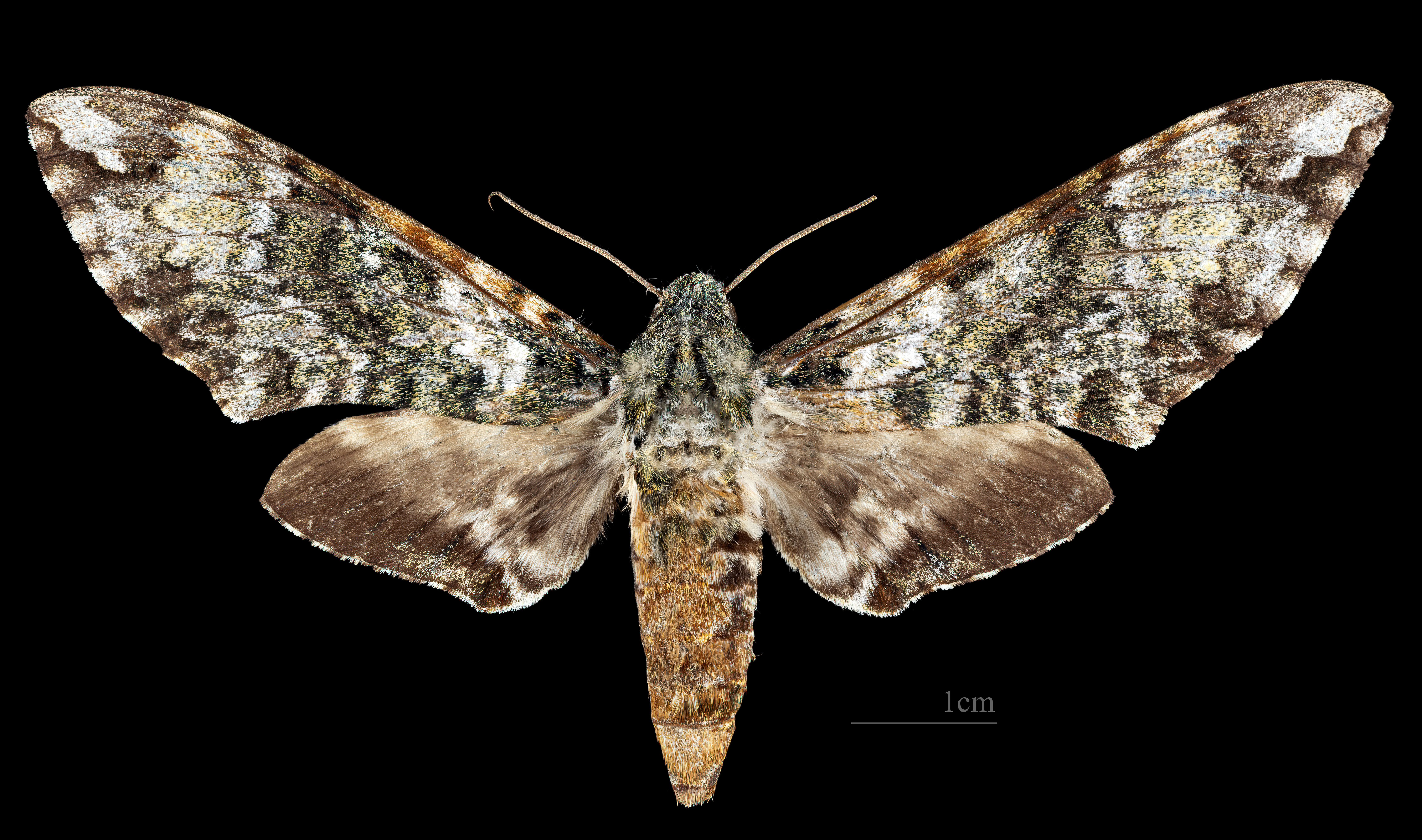
Manduca corallina   ♀
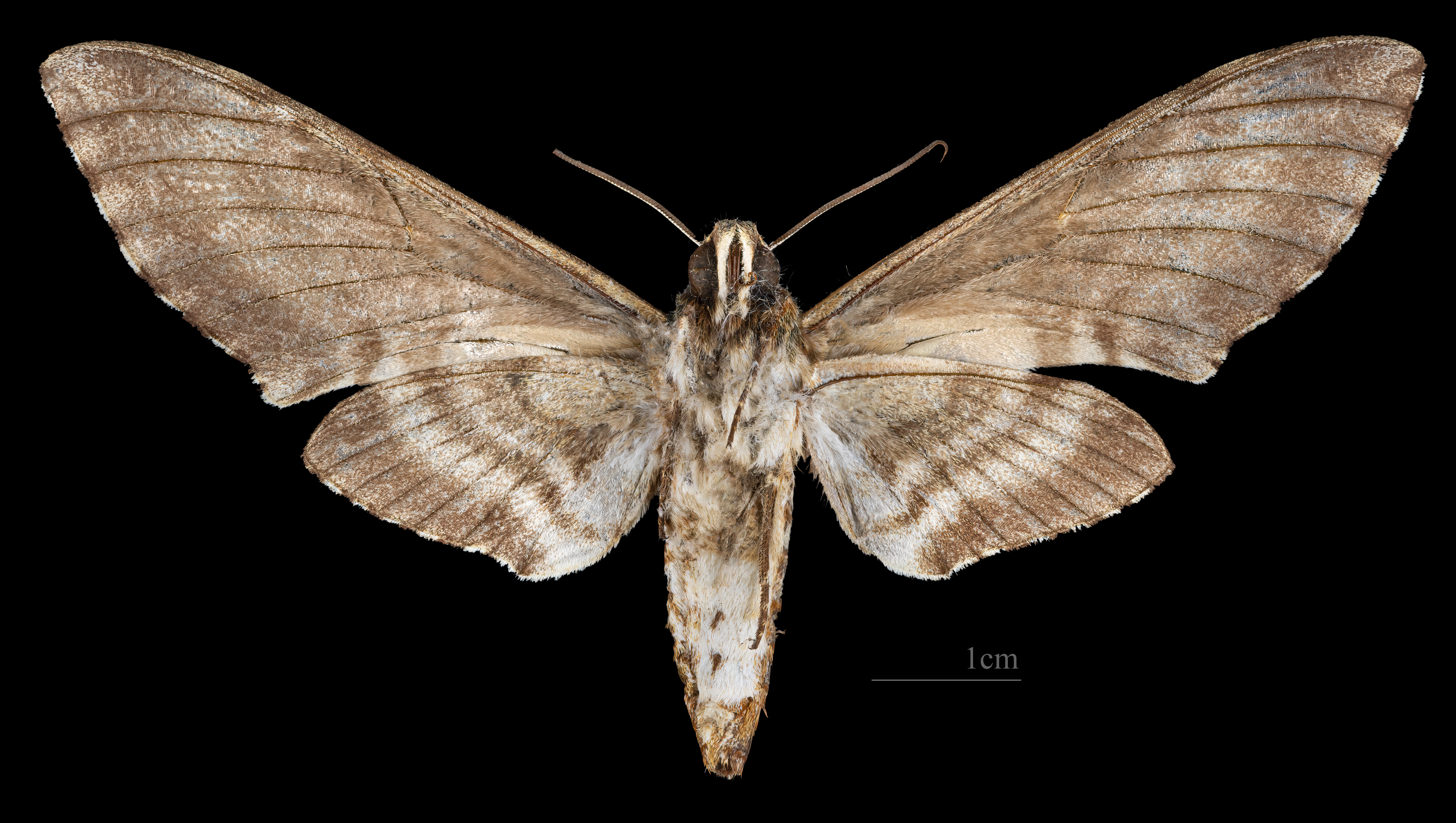
Manduca corallina   ♀ △